# Max Cavalera
Massimiliano Antônio Cavalera, detto Max (Belo Horizonte, 4 agosto 1969), è un cantante e chitarrista brasiliano.
È noto per aver fondato assieme al fratello minore Igor il gruppo metal Sepultura nel 1984, ricoprendovi il ruolo di frontman fino al suo abbandono, avvenuto nel 1996. Attualmente guida i Soulfly, di cui è l'unico membro stabile, e lavora anche al progetto collaterale Cavalera Conspiracy.

## Biografia

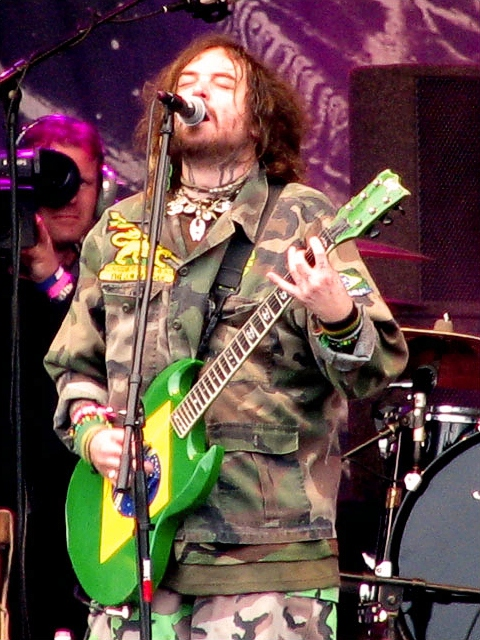
Max Cavalera con i Soulfly nel 2006

Figlio di un funzionario del consolato italiano a San Paolo, Graziano Cavalera (nato a Fiume all'epoca sotto dominio italiano e cresciuto a Gaeta in Provincia di Latina), venuto a mancare quando Max aveva solo 9 anni. Nel 1982 s'innamora della musica dopo aver assistito ad un concerto dei Queen in Brasile: «Sono andato a vedere i Queen durante il loro concerto a San Paolo nel 1982. È stato un concerto bellissimo, c'erano 70.000 persone, è stata una sensazione indescrivibile. Prima di allora ero deciso a diventare un giocatore di calcio, ma la loro musica mi ha toccato il cuore e da quel momento in poi è diventata parte di me. Mi piace il calcio, ma in quel momento ho capito che la musica è nel mio sangue». In seguito mostrò interesse per l'heavy metal e comincia a suonare la chitarra elettrica. 

### I Sepultura
Nel 1984 fonda i Sepultura assieme a suo fratello Igor, batterista del gruppo. In seguito si aggregheranno anche Jairo Guedz (chitarra) e Paulo Jr.  (basso). Il nome della band fu scelto da Max mentre traduceva la canzone dei Motörhead "Dancing On You Grave" (Ballando sulla tua tomba) infatti il termine Sepultura significa tomba in portoghese. 
Dopo poco tempo, il quartetto riesce a ottenere un contratto con la Cogumelo Records che permette loro di produrre il primo EP Bestial Devastation. Nel 1986 esce Morbid Visions, primo vero successo della band, e con i successivi Schizophrenia, Beneath the Remains e Arise (questi ultimi 2 vengono generalmente considerati i migliori album dei Sepultura) i Sepultura consolidano il proprio successo. 
I due album seguenti (Chaos A.D. e Roots) incorporano elementi alternative metal che caratterizzeranno gli album dei Soulfly, futuro gruppo di Max. 
Nel 1996, giunti all'apice del successo, una serie di eventi portò al declino della band, su tutti, la morte di Dana Wells, (figliastro di Max nato dal primo matrimonio della moglie Gloria). Questa tragedia avvenne a pochi giorni dall'inizio del Monsters of Rock, e i Sepultura, per la prima volta, suonarono in 3 senza Max Cavalera. Tornato dopo la tragedia, la band disse a Max che non avrebbe rinnovato il contratto a Gloria (manager della band) poiché la consideravano, in realtà, un impiccio per il loro lavoro. Max, contrariato, lasciò il gruppo litigando persino con suo fratello Igor. 
«Stavo affrontando la morte di Dana, e mi ero separato dai Sepultura. Avevo chiuso con la musica. Ero affranto, incazzato, c’erano state troppe delusioni. Mia moglie Gloria cercava di tirarmi su e di riportarmi nel giusto stato d’animo, in modo che potessi tornare ancora a comporre. Ricordo che andammo a casa di Ozzy Osbourne per una cena, e lui mi raccontò che quando venne cacciato dai Black Sabbath era molto, molto scoraggiato, ma che rimettersi in piedi dipendeva solo da lui. Detto da Ozzy fu molto motivante e mi dissi: Devo farlo! Presi la mia chitarra e ne uscì ‘Eye For An Eye‘, un brano importante, perché fu una delle canzoni grazie alla quale i Soulfly firmarono il primo contratto»". (Max Cavalera, dopo la sua fuoriuscita dai Sepultura)

### I Soulfly e i Cavalera Conspiracy
Abbandonati quindi i Sepultura (sostituito con Derrick Green), Max dà vita ai Soulfly, un gruppo Groove metal con sonorità tribali (sulla scia di Roots) di cui è tuttora il leader. Max dedicò al figliastro Dana il brano Headup realizzato in collaborazione con i Deftones e contenuto nel loro album Around the Fur del 1997, dal cui ritornello "Soulfly, fly high, soulfly, fly free" prese poi il nome la nuova band di Max. In contemporanea ai Soulfly, Max ha ricominciato a lavorare insieme al fratello Igor poiché aveva lasciato i Sepultura nel 2006 a causa di divergenze musicali con gli altri membri. I due fratelli creano il progetto Cavalera Conspiracy. Sul sito dei Soulfly è comparso il 19 giugno 2007 un post firmato dallo stesso Max:
Nel 2011 entra a far parte dei Killer Be Killed, una band americana Thrash-Groove metal, con cui ha pubblicato due album. 
Nel 2021 ha dato vita ad un nuovo gruppo, i "Go Ahead And Die" assieme al figlio Igor Amadeus Cavalera e Zach Coleman (già batterista dei Khemmis e Black Curse) con il quale ha pubblicano nello stesso anno l'omonimo album. 
Il 14 aprile 2023 i fratelli Cavalera hanno annunciato di aver ri-registrato il primo EP dei Sepultura “Bestial Devastation” e il primo album “Morbid Visions“. Max Cavalera commenta:“Man mano che si va avanti, a volte, bisogna tornare da dove tutto è iniziato!Abbiamo ri-registrato Bestial Devastation e Morbid Visions con suoni nuovi, ma con lo stesso spirito crudo e senza tempo". 

## Curiosità
- Max ha i nomi di Igor e Dana tatuati sulla sua mano destra, in segno di fedeltà nei confronti di suo fratello e del suo figliastro venuto a mancare nel 1996.
- Max e Igor parlano entrambi più o meno correttamente l'italiano, in quanto sono figli di genitori italiani. Max si sente molto legato alle sue origini tanto che ai concerti che tiene in Italia indossa molto spesso la maglia della nazionale di calcio.[5]
- Max Cavalera, per via del padre, è stato battezzato in vaticano da Papa Paolo VI quando aveva 8 anni.[5]
- Il suo brano preferito ai tempi dei Sepultura è Arise: «E' il mio pezzo preferito, soprattutto il riff principale. Ricordo che quando lo scrissi e pensai: Questo sì che è figo. Se non sbaglio l’ispirazione furono i Metallica con ‘Blackened‘. È lo stesso tipo di idea, ma noi l’abbiamo resa più thrash e più energica. Per me è il prototipo di un brano death-thrash. È perfetto e non è possibile fare meglio di così».[6]

## Collaborazioni
Un altro progetto in cui militò furono i Nailbomb assieme al fratello Igor e venne ospitato nel disco dei PROBOT, gruppo generato dall'ex batterista dei Nirvana, Dave Grohl che ebbe ospiti come Lemmy Kilmister, Cronos, Lee Dorrian e King Diamond.
Max ha collaborato con i seguenti gruppi e musicisti:
- A.N.I.M.A.L.
- Deftones
- Chino Moreno
- Ross Robinson
- Richard Kaplan
- Chuck Johnson
- Evan Seinfeld
- Eyesburn
- DJ Lethal
- Fred Durst
- Tom Araya
- Mike Patton
- Sean Lennon
- Corey Taylor
- Cristian Machado
- Dave Grohl
- Grady Avenell
- Jackson Bandeira
- Meia Noite
- Jacob Langkilde
- Roy Mayorga
- Larry McDonald
- Anders Dohn
- Dino Cazares
- Burton C. Bell
- Mario Caldato Jr.
- Rob Agnello
- Carlinhos Brown
- Sangresabia
- Robert Flynn
- Titãs
- Jonathan Davis
- Marc Rizzo
- Matt Tuck
- Apocalyptica
- Jello Biafra
- Snot
- David Vincent
- Ill Bill
- Greg Puciato (Dillinger Escape Plan)
- Five Finger Death Punch
- Troy Sanders
- Dave Elitch

## Discografia
Sepultura 
- 1985 – Bestial Devastation (EP)
- 1986 – Morbid Visions
- 1987 – Schizophrenia
- 1989 – Beneath the Remains
- 1991 – Arise
- 1993 – Chaos A.D.
- 1996 – Roots
- 2002 – Under a Pale Grey Sky (Live)

 Nailbomb 
- 1994 – Pointblank
- 1995 – Proud to Commit Commercial Suicide (Live)

 Soulfly 
- 1998 – Soulfly
- 2000 – Primitive
- 2002 – 3
- 2004 – Prophecy
- 2005 – Dark Ages
- 2008 – Conquer
- 2010 – Omen
- 2012 – Enslaved
- 2013 – Savages
- 2015 – Archangel
- 2018 – Ritual
- 2022 – Totem

 Cavalera Conspiracy 
- 2008 – Inflikted
- 2011 – Blunt Force Trauma
- 2014 – Pandemonium
- 2017 – Psychosis
- 2023-   Bestial Devastation Re-Recorded
- 2023-   Morbid Visions  Re-Recorded
- 2024- Schizophrenia Re- Recorded

 Killer Be Killed 
- 2014 – Killer Be Killed
- 2020 – Reluctant Hero

 Go Ahead And Die 
2021 – Go Ahead And Die
 Collaborazioni 
- 1986 – Guerrilha – Rehearsal '86 (basso)
- 1986 – Chakal – Children Sacrifice (demo) (voce nel brano Intro)
- 1987 – Ratos de Porão – Cada Dia Mais Sujo e Agressivo (voce nel brano Morte e Desespero)
- 1989 – Butcher – Harmony Has no Limits (cori)
- 1993 – Clutch – A Shogun Named Marcus (chitarra e voce nel brano A Shogun Named Marcus - Live)
- 1997 – Deftones – Around the Fur (chitarra e voce nel brano Head Up)
- 1999 – Junkie XL – Big Sounds of the Drags (chitarra)
- 2000 – Snot – Strait Up (testo e voce nel brano Catch a Spirit)
- 2004 – Probot – Probot (testo e voce nel brano Red War)
- 2005 – Roadrunner United – The All-Star Sessions (voce nel brano Independent (Voice of the Voiceless)
- 2006 – Apocalyptica – Amplified // A Decade of Reinventing the Cello (testo voce nel brano Repressed)
- 2007 – FAQ – Цирковые Псы (voce nel brano Убийцам)
- 2008 – Ill Bill – The Hour of Reprisal (testo e voce nel brano War is my Destiny)
- 2013 – Five Finger Death Punch – The Wrong Side of Heaven and the Righteous Side of Hell, Volume 1 (testo e voce nel brano I.M.Sin)
- 2013 – Man Must Die – Peace Was Never an Option (testo e voce nel brano Abuser Friendly)
- 2014 – Suicide Silence – Ending is the Beginning (The Mitch Lucker Memorial Show - 12.21.12) (testo e voce nel brano Roots Bloody Roots)
- 2014 – The Acacia Strain – Coma Witch (testo e voce nel brano Send Help)
- 2015 – Jungle Rot – Order Shall Prevail (voce nel brano Fight Where You Stand)
- 2015 – Melechesh – Enki (voce nel brano Lost Tribes)
- 2017 – Body Count – Bloodlust (musica e voce nel brano All Love is Lost)
- 2018 – Metal Allegiance – Volume II: Power Drunk Majesty (voce nel brano Voodoo of the Godsend)
- 2018 – Artisti Vari – Death ...Is Just The Beginning MMXVIII (voce nel brano Morbid Vision degli Immolation)
- 2019 – Nails – I Don't Want to Know You (voce nel brano Endless Resistance)
- 2019 – Jasta – The Lost Chapters,Volume 2 (voce nel brano Return From War)
- 2022 – Edu Falaschi – Vera Cruz (voce nel brano Face of the Storm)
- 2022 – Incite – Wake up Dead (voce nel brano War Soup)